# DVS – Deutscher Verband für Schweißen und verwandte Verfahren

Ehemaliges Logo

Der DVS – Deutscher Verband für Schweißen und verwandte Verfahren e. V. ist ein technisch-wissenschaftlicher Fachverband, der in allen Bereichen der Fügetechnik aktiv ist. Dazu zählen neben dem Schweißen auch andere Fügeverfahren, Klebetechnologien, Beschichtungsverfahren und Trennverfahren, jeweils bezogen auf metallische oder nichtmetallische Werkstoffe und Werkstoffverbunde.
Der DVS unterhält Kontakte zu Forschungsinstituten, Wirtschaft und Politik. Er hat rund 19.000 Mitglieder gut 14.000 Personen sowie knapp 3000 Firmen und Institutionen.

## Zweck, Ziele und Aufgaben
Der DVS fördert das Schweißen und alle damit verwandten Verfahren. Er initiiert und unterstützt Forschungen und Entwicklungen zu Werkstoffen, Technologien und fügetechnischen Anwendungen durch die Forschungsvereinigung Schweißen und verwandte Verfahren e. V. des DVS, in der Unternehmen, Körperschaften und Forschungsinstitute mitwirken. Das zentrale Tätigkeitsfeld der Forschungsvereinigung des DVS ist die industrielle Gemeinschaftsforschung (IGF) auf den Gebieten des Fügens, Trennens und Beschichtens. Für die finanzielle Förderung dieser Gemeinschaftsforschung arbeitet die Forschungsvereinigung des DVS mit der Arbeitsgemeinschaft industrieller Forschungsvereinigungen „Otto von Guericke“ e. V. (AiF) und dem Bundesministerium für Wirtschaft und Technologie (BMWi) zusammen.
An bundesweit etwa 300 Bildungseinrichtungen fördert der DVS die Aus- und Weiterbildung von fügetechnischen Fachkräften. Er ist an der Erarbeitung von Bildungs- und Prüfungsinhalten beteiligt und regelt auch die Prüfung und Zertifizierung von Fachkräften und die Qualitätssicherung von Unternehmen. Mit seinen Einrichtungen, die als staatlich anerkannte Stellen gelten, überwacht der DVS außerdem im Auftrag von Bauaufsichtsbehörden, Prüfungsinstituten und Herstellern die schweißtechnische Ausführung von Konstruktionen und Bauwerken.

## Die Geschichte des DVS
1947 wurde der Deutsche Verband für Schweißtechnik mit Sitz in Düsseldorf ins Vereinsregister eingetragen, was die Geburtsstunde des heutigen Verbandes darstellt. Seine Wurzeln lassen sich zurückführen auf den im Jahr 1897 gegründeten Calciumcarbid und Acetylengasverein, Frankfurt/Main und den Deutschen Verein für Acteylen und Carbid, Berlin. In den Folgejahren fanden weitere namentliche und organisatorische Veränderungen und Zusammenschlüsse statt:
- 1898: Deutscher Acetylenverein (DAV)
- 1907: Fachgruppe autogene Metallverarbeitung
- 1909: Verband für autogene Metallbearbeitung, Berlin (VAM)
- 1925: Fachausschuss für Schweißtechnik beim VDI, Berlin
- 1929: Werbeausschuss für Elektroschweißung, Berlin
- 1930: Deutsche Gesellschaft für Elektroschweißung, Berlin
- 1932: Vereinigung der Geschäftsführung von DAV und VAM
- 1942: Deutscher Verband für Schweisstechnik und Acetylen, Berlin (DVSA)
- 1945: Arbeitsgemeinschaft Schweißtechnik Berlin E. V. (AS)
- 1946: Kammer der Technik, Berlin (KDT)
- 1947: Deutscher Verband für Schweißtechnik E. V. Düsseldorf (DVS)
- 1948: Fachausschuss Schweißtechnik, Berlin (FA Schweißtechnik)
- 1974: Wissenschaftliche Sektion Schweißtechnik, Berlin (WSS)
- 1998: Deutscher Verband für Schweißen und verwandte Verfahren E. V.

Hinter dem Ausdruck „verwandte Verfahren“ verbergen sich über 250 unterschiedlichste Füge-, Trenn- und Beschichtungstechnologien.

## Innerer Aufbau
Organe des Verbandes sind die Jahresversammlung, das Präsidium, der Vorstandsrat und die Hauptgeschäftsführung. Fachlich gliedert sich der DVS in die Ausschüsse für Bildung, Finanzen, Landesverbände und den Ausschuss für Technik. Im Ausschuss für Technik arbeiten nach Verbands-Angaben mehr als 2.000 Fachleute in mehr als 200 fachlich ausgerichteten Arbeitsgremien.
Der Verband besteht aus fünf Landesverbänden und 67 Bezirksverbänden. Hinzu kommen über 300 DVS-Bildungseinrichtungen sowie zahlreiche Beratungsstellen. Der DVS bildet nach eigenen Angaben jährlich circa 100.000 Personen aus.

## DVS Group
Die Beteiligungsgesellschaften des DVS unterstützen die Ziele des Verbandes operativ.
Die Gesellschaften der DVS Group:
- DVS Media GmbH[8]
- GSI – Gesellschaft für Schweisstechnik International GmbH[9]
- Schweißtechnische Lehr- und Versuchsanstalt (SLV) HALLE GmbH[10]
- Institut für Fügetechnik und Werkstoffprüfung (IFW) Jena[11]
- Schweißtechnische Lehr- und Versuchsanstalt (SLV) Mannheim GmbH[12]
- DVS ZERT GmbH[13]
- Schweißtechnische Kursstätte Hameln GmbH[14]
- Schweißtechnische Kursstätte Mainz-Wiesbaden GmbH[15]
- Schweißtechnische Kursstätte Mönchengladbach GmbH[16]
- Schweißtechnische Kursstätte Pfalz GmbH[17]

## DVS Media
Die Tochtergesellschaft DVS-Media GmbH ist ein auf Fachliteratur und fachliche Wissensvermittlung spezialisierter Verlag und gibt Zeitschriften, Bücher, Lehrmedien, technische Regeln und elektronischen Medien in deutscher und englischer Sprache heraus.
Regelmäßig publizierte Fachzeitschriften:
- Schweissen und Schneiden[21]
- Der Praktiker (Deutsch)[22]
- DER SCHWEISSER (Deutsch)[23]
- Welding & Cutting (Englisch)[24]
- Joining Plastics – Fügen von Kunststoffen (Deutsch und Englisch)[25]
- Thermal Spray Bulletin (Deutsch und Englisch)[26]

Die B2B-Plattform Home of Welding bietet digital aufbereitete Informationen zu Schweißverfahren. Darüber hinaus haben die mit der Schweißtechnik in Verbindung stehende Unternehmen die Möglichkeit, ausgewählte Themen durch individualisierte Newsletter, Anzeigen und Einträge im Produkt- und Firmenverzeichnis hervorzuheben.

## Schweißen & Schneiden
Der DVS ist Veranstalter der in der Regel alle vier Jahre stattfindenden Messe Schweißen & Schneiden. Ausstellungsgelände ist seit 1952 die Messe Essen, wo sie die älteste, regelmäßig abgehaltene Messe ist. Aufgrund des Essener Messe-Umbaus fand sie im Jahr 2017 ausnahmsweise auf dem Messegelände in Düsseldorf statt. 1.030 Aussteller aus mehr als 40 Ländern waren vertreten. Die darauffolgende, ursprünglich für September 2021 geplante Schweissen & Schneiden musste aufgrund der COVID-19-Pandemie auf 2023 verschoben werden.

## Jugend schweißt
Der DVS ist Veranstalter des alle zwei Jahre stattfindenden bundesweiten Branchenwettbewerbs Jugend schweißt. Die Teilnahme ist auf die Altersklasse von 16 bis 23 Jahre beschränkt. Es gibt Einzel- und Teamwettbewerbe, die sich in vier manuellen Schweißverfahren gliedern: Gasschweißen, Wolfram-Inertgas-Schweißen, Lichtbogenhandschweißen und Metall-Aktivgasschweißen. Die Goldmedaillengewinner des DVS-Bundeswettbewerbs messen sich anschließend mit den weltweit besten jungen Schweißerinnen und Schweißer in der ebenfalls vom DVS ausgetragenen International Welding Competition.
Ein weiterer internationaler Schweißwettbewerb ist der in China stattfindende ARC-Cup (Arc Cup International Welding Competition). 2014 holte das DVS-Team in diesem Rahmen in Peking in der Mannschaftswertung den Gold-Pokal für Deutschland.

## Zusammenarbeit mit dem IIW und EWF
Die nationale und internationale Zusammenarbeit bei der Ausbildung, Zertifizierung, Normung und technisch-wissenschaftliche Weiterentwicklung wird in Deutschland durch den DVS, in Europa durch die EWF und weltweit durch das IIW koordiniert. Die drei Verbände pflegen eine enge und erfolgreiche Zusammenarbeit.

## Schweißen verbindet
Schweißen verbindet ist ein Geflügeltes Wort, das innerhalb der deutschsprachigen Schweißbranche zum allgemein bekannten Sprachgebrauch gehört und auch vom DVS zu unterschiedlichen Anlässen verwendet wird. Die Redewendung steht sinnbildlich für die mit der Schweißtechnik einhergehende Eigenschaft, dass Schweißen nicht nur im ursprünglichen Sinne Metalle verbindet, sondern auch Menschen.

## Sonstiges
- Der DVS ist Mitglied der Deutschen Gesellschaft für Verbandsmanagement e. V. (DGVM).[41][42]